# تامنطيت
تمنطيط اٍحدى بلديات ولاية أدرار. وتعود تسميتها إلى اسم بربري مركب من كلمتين أتما وتعني النهاية وتيط وتعني العين أي نهاية العين، وهنالك من يقول بأن الترجمة الحرفية لكلمتي أتما وتيط هي الحاجب والعين، وقد أدخلت على التسمية الأصلية بعض التعديلات بغية تسهيل النطق فأصبحت تمنطيط.[بحاجة لمصدر]

## التسمية
يقول بابا حيدة: «...واسم تمنطيط عجمي ويقال أنه مركب من اسمين عجميين وهما أتمن وتيط ومعنى أتمن النهاية وتيط معناها العين بالعربية فتركب الاسمان وحذف الألفان اللذان في آخر أتمان وفي أول أنتط فكان الاسم على ذلك التركيب الخفيف ثم قلبت التاء طاء بإشباع فكانت تمنطيط وبها اشتهرت وأخبرني من أثق به بأن ابن خلدون ذكرها ويقال لها تنتيط».

## التحديدالجغرافي والإداري
تقع مدينة تمنطيط جنوب غرب مقر الولاية (أدرار) وتبعد عنها بنحو اثني عشر كيلو متر، وهي عبارة عن منخفض بمحاذاة وادي مسعود، يحدها من الشمال بلدية أدرار وبلدية أسبع، ومن الجنوب بلدية فنوغيل، وشرقا أوقروت وتيمقتن وغربا بودة، تشتمل على خمسة قصور وهي:
- بوفادي
- تمليحة.
- أولاد سيدي وعلي.
- أولاد الحاج المامون.
- قصر توكي تبلغ.
- نومناس

## المظاهر التضاريسية
بما أن تمنطيط جزء لا يتجزأ من منطقة توات، فقد أخذت عنها ملامحها الجغرافية ومظاهرها التضاريسية، فهناك السبخة في الناحية الشمالية للمدينة، كما يوجد الرق والعرق وينتشران في الجهة الشمالية الشرقية، إلى جانب الحمادات المتواجدة على مستوى الجهة الجنوبية الشرقية، مع انعدام الهضاب والمرتفعات باستثناء تلك الموجودة في الجهة الغربية والشمالية الغربية.

## المناخ
الجو في المدينة يمتاز بالبرودة شتاء والحرارة صيفا، فمعدل درجة الحرارة في الصيف يفوق50°مما يعيق الحركة ويسبب الخمول والكسل، بينما الأمطار تكاد تكون منعدمة فهي نادرة التساقط ومعظمها يكون ما بين شهري أكتوبر وفيفري، ويغلب عليها طابع الفجائية وسقوطها يكون سبب في إنعاش وتلطيف الجو، فيرتفع معدل الرطوبة من 14%ما بين شهري مارس وأكتوبر ليصل إلى 45% في شهر ديسمبر، مع العلم أن المعدل العام للرطوبة بالمنطقة لا يتعدى 50% بمتوسط سنوي يساوي 27%في الشهر، ومن المظاهر المناخية السائدة بالمدينة الرياح الموسمية، خاصة رياح السير يكو الجنوبية المحملة بالزوابع الرملية والتي تهب على المدينة خـلال شهري فيفري ومارس بسرعة تصل إلى 100 كلم/ سا.

## المياه
إن الحديث عن المياه مقترن بالفقارة، فتمنطيط اشتهرت ومنذ القديم بفقاراتها المتدفقة التي كان السكان يستخدمونها للشرب والسقي ولقضاء مختلف أعمالهم اليومية، ولكنها اليوم أصبحت مهملة؛ فبسبب المجهود العضلي التي تقتضيه عملية التصليح والصيانة تخلى الكثير من الأهالي عن نظام الفقارات، واستبدلوه بنظام المضخات والحنفيات، ونتيجة لقلة العناية نضبت مياه بعض الفقارات وجفت بصورة كلية والمتبقي منها إنخفض منسوب مياهها وتراجع بصورة كبيرة.

## الثروة النباتية والحيوانية
الغطاء النباتي في تمنطيط قليل جدا، ويتمثل في واحات النخيل المنتشرة بمحاذات القصور القديمة في الجهة الشمالية والشرقية والجنوبية لتمنطيط، ولا تحتوي المدينة على أماكن مخصصة لتربية الحيوانات، بل وجودها مقتصر على مستوى المنازل قصد الاستهلاك لا التجارة، وتنحصر في الماعز والدواجن مع انعدام تربية الجمال، وتنتشر تربية الماعز خصوصا في قصر توكي الذي يقطنه الطوارق الملتحقين بالمنطقة حديثا.

## الإنتاج الزراعي
يغلب على الزراعة في تمنطيط الطابع المعيشي؛ فالناس كانوا يزرعون بساتينهم ليقتاتوا من خيراتها بالدرجة الأولى وفقط ما زاد عن الحاجة هو الذي كان يوجه للتسويق، وقد فرضت عليهم الظروف المناخية للمنطقة أنواع معينة ومحدودة من المزروعات، كان أهمها النخيل والشعير والقمح، أما النخيل فلأن واحات تمنطيط كانت واسعة فإنتاج التمور كان وفيرا وكميات هامة منه كانت توجه إلى السودان والباقي يستغل للاستهلاك المحلي، فالتمر كان غداء رئسي لسكان إلى درجة أن أجرة العمال لم تكن تدفع نقدا بل تمرا أو قمحا وهناك أصناف عديدة منه: الشيخ أمحمد، بنخلوف ،تقازة، أدكلي، تنقور، أحرطان، ورقلة، تلمسو تناصر، تقر بوش......الخ، بعض هذه الأنواع يتمتع بجودة عالية كبنخلوف وتقر بوش والشيخ أمحمد، وأخرى أقل جودة كتلمسو وتناصر ومن هذه الأنواع من لايصلح استهلاكه إلا رطبا كبنخلوف والشيخ أمحمد ومنها ما يستهلك إما رطبا أو مجفف كتناصر، تلمسو، تقازة.
وفي الدرجة الثانية من حيث الأهمية يأتي القمح والشعير، وهما غداء ضروري للسكان يستهلكونه بصفة يومية تماما كالتمر، وعرف سكان تمنطيط القدامى أنواعا كثيرة من القمح والشعير منها الرديء الجيد.
القمح
يصنف إلى لين وصلب، أما الصلب فيشمل نوعين وهما: أما الركبة ومصرف ذو المذاق الذيذ، بينما يصنف شويطر وبلمبروك ضمن القمح اللين، ويمتاز بالمبروك بكثافة سنابله وسرعة نضجه.
الشعير
وينقسم إلى ثلاثة أنواع: أزرار حباته تكون ملونة، رأس المش شكل حبته يميل إلى الدائري، والصفرة لون حباته أصفر ويفصله السكان؛ لأنه أسرع الأنواع نضجا كما زرعوا الحنة كمنتج تجاري.
تربية الحيوانات
اهتم الناس بتربية الحيوانات المنزلية كالماعز (بالاخص ذات الاصل السوداني) والدواجن والحمير، وبصورة قليلة الخيول فهي كانت متوفرة فقط لدى أعيان القصر والأشخاص المقتدرون ماليا.

## الحرف والمهن التقليدية
لقد عرف السكان أنواع عديدة من الحرف التقليدية والصناعة اليدوية القديمة ومارسوها بشكل كبير، إما دخل المنازل أوفي الحوانيت، وبرعوا خاصة في صناعة الفضة والحدادة والطين والنسيج بالإضافة إلى الصابون ومشتقات النخيل.

### صناعة الفضة
حرف قديمة جدا أخذها أهل البلدة عن اليهود حسبما ورد عن أحد صائعي الفضة، وعندما سألنه عن مصدر روايته قال بأنه توارثها عن أجداده مثلما توارث عنهم الحرفة، وقد تكون روايته هذه على جانب كبير من الصحة، فلطالما اشتهر اليهود بصياغة وصناعة الفضة والذهب في تمنطيط، فقد ذكر بابا حيدة بأن عددهم وصل إلى ثلاثمائة وخمسون صائغا.
والفضة كانت تحتل منزلة كبيرة فشهرتها فاقت شهرة الذهب لقلة وجوده واحتكاره من طرف اليهود، فمنها تصنع النقود وتصك الحلي التي تستخدمها النسوة لزينة، وصياغتها كانت تتم بطريقة مبسطة فلم تكن هناك قوالب لتشكيل الحلي، بل الأمر كان متروكا لخيال وإبداع الصائغ معتمدا على مهارته وقدرته الفنية في المجال، فمثلا عندما يريد تشكيل قطعة ما من الحلي يبدأ بإحضار الفضة الخام التي جلبتها القوافل من السودان، فيذيبها في القصرية وهي الإناء المخصص لذلك، بعد انصهارها يتركها لتبرد ثم يضعها على الزبرة* وهنا يبدأ الخيال في الإبداع والأنامل في التشكيل، ومن يبن المنتجات الفضية التي كانت المرأة التمنطيطية تتزين بها نذكر: الخلخال ـ الدباليز ـ لخواتم ـ الخراس (الأقراط)- الخلالة: وهي أشياء كانت نفيسة لا تلبس إلا في المناسبات السعيدة، ولا تمتلكها سوى النسوة المترفات أو الميسورات حالا.

### الحدادة
هي حرفة قديمة بدليل وجود إحدى الزبرات لدى إحدى الحدادين توارثها عن أجداده نقش عليها 1327م، وقد أومأ إلينا هذا الحداد في معرض حديثه عن إمكانية اعتبار مهنة الحدادة مهنة دخيلة على تمنطيط أدخلها جده الأول، عندما قصد المدينة أول مرة مهاجر إليها من اليمن ()، مستدلا ببقاء المهنة حكرا على عائلته منذ جده الأول وحتى يومنا هذا، وعلى ما يبدو حرفة الحدادة كانت محدودة واشتملت على صناعة وصيانة الفؤوس والمعاول والسكاكين وبعض الأسلحة.

### الفخار
من أشهر الحرف في تمنطيط كانت تقتصر في القديم على صناعة الأواني الطينية ذات الاستخدامات المنزلية كالقدور والصحون والقلال، ومع نهاية القرن الثاني عشر وبدية القرن الثالث عشر هجري، شهدت تمنطيط زيارات متكررة لبعض المستكشفين والرحالة الفرنسيين الذين أبدوا إعجابهم بتلك المصنوعات الطينية وإقتنوها كتحف، فلما رأى السكان إقبالهم الشديد عليها عمدوا إلى تطورها وتنويعها، فصنعوا المباخر والسماك*وهي منتجات تجارية تصلح لزينة فقط، والتشكيل في البداية كان باليد اعتماد على قدرات الحرفي، ثم صممت القوالب فيما بعد مما جعل العمل أكثر سهولة. ولإعداد قطعة من الفخار الأسود التمنطيطي يجب إتباع الخطوات التالية:
بداية توضع الطين في إناء ويصب فوقها الماء وتترك لمدة يومين أو ثلاثة لتتخمر بشكل جيدا، بعدها تستخرج من الإناء وتوضع فوق لوح خشبي وتمزج بمادة تسمى الدفون تساعدها على التماسك وتمنع ظهور التشققات على الآنية الطينية، بعد المزج الجيد توضع في قوالب مختلفة الأشكال والأحجام وتبقى فيها مدة 1/4 إلى 1/2 ساعة بعد انقضاء المدة تنزع من القوالب بعناية وحرص شديد وتترك لتجف ولكن ليس تماما وإلا أصباح التحكم فيها صعبا جدا، بعدما يتأكد الحرفي بأن أنيته أصبحت نصف جافة يأخذها ويبدأ في نقشها وتزينها بخطوط يستوحيها من نسخ خيالية، ثم يصبغها بالون الأسود ويدعكها جيد بقلم الرصاص حتى تبدو برقة ولماعة، وأخيرا يدخلها الفرن لتكتسب الصلابة والقوة.
وبالإضافة إلى حرفة الفضة والحدادة والطين نجد حرفة الجلود، وتعرف باسم الشرك ومنها جاء اسم الشراك؛ أي الإسكافي الذي يصنع الأحذية والنعال من جلود الحيوانات، وهناك حرفة النسيج التي كانت تقوم بها النسوة في البيوت، فلا يكاد يخلو بيت من بيوت المدينة من المنسج، وهي آلة محلية الصنع تستعين بها المرأة في حياكة الملابس الصوفية التي كان الناس يرتدونها؛ بسبب ندرة وغلاء الأقمشة والملابس المستوردة من المغرب، وحتى سعف النخيل استغله الحرفيون وحوله ببراعة إلى أدوات ولوازم ذات إستخدمات منزلية، فصنعوا القفاف والأطباق والتدارات، وقد خص قصر أولاد داود المجاور لسوق المدينة العام، باحتضان الحوانيت والدكاكين التي كانت تعج بالحرفيين والصناع.

## التجارة وحركة القوافل
اكتسبت تمنطيط وبفضل وقوعها على جانب الطرق التجارية الرئيسية شهرة كبيرة، فكانت أسواقها مركب العربان وملتقى التجارة وفضاء رحب لتبادل مختلف السلع والمنتجات، وهو ما أشار إليه صاحب القول البسيط بقوله: «فاعلم أن تمنطيط اسم لمدينة في إقليم توات، اجتمع فيها العلم والعمارة، والولاية والديانة والرئاسة، وانتصبت بها الأسواق والصنائع، والتجارات والبضائع، وكذا لا يستغني عنها غني ولا زاهد، لما فيها من الدين فهي مورد الركبان، ومحشر العربان، ورئيسة البلدان، تنصت لشعرها الجيران، ويرد بها الظمآن وترتئ بها التجار في الأوان، ولا يقنع ذو سلعة عرفها إلا بسعرها».
أما ابن خلدون فيقول مشيرا إلى انتقال خط التجارة إليها بعد تعرض القوافل التجارية إلى السلب من قبل القبائل القاطنة على خط الطريق الذي كانت تسلكه قبل إيجاد خط تمنطيط وهذا خلال القرن الرابع هجري: «لما صار الأعراب من البادية يغرون على سابلتها ويعترضون رفاقها فتركوا تلك الطريق أي خط السوس ولاتا ونهجوا الطريق إلى بلاد السود ان من أعالي تمنطيط»، فالأمان الذي منحه السكان للقبائل والموقع الجغرافي لتمنطيط بحكم وقوعها وسط الطريق الجنوبي، جعلا من أسواقها مركزا تجاريا ومحطة للالتقاء القوافل التجارية القادمة من سجلماسة والعائدة إليها من مدينة تمبكتوا ببلاد السودان ومن صحراء التكرور أيضا، كما كانت تأتيها من الطريق الشرقي وهو طرابلس بجاية المنيعة فتمنطيط ثم بلاد السودان، يقول ابن خلدون:«فواكه بلاد السودان كلها من قصور صحراء المغرب مثل توات وتيكوراين....وهناك قبائل من تلمسان ووجده تسمى (دوي عبد الله) وتنتهي رحلتها في القفار إلى توات وتمنطيط وربما عاجوا ذات الشمال إلى تسابيت وتيكورارين وهذه كلها رقاب السفر إلى بلاد السودان»، فتمنطيط على هذا النحو كانت تجارتها مرتبطة مع الأقاليم التالية:
- بلاد السودان
- تافيلالت سجلماسة ومراكز المغرب الأقصى
- غدامس وغات وطرابلس وجنوب تونس
- قبائل الطوارق والبربر في جنوب الصحراء
- أسواق الشمال الجزائري

ولم تكن القوافل لتغادر أسواق المدينة إلا بعد توقيع عقد ما بين الطرفين، (تجار المدينة والتجار الوافدين مع القافلة) يحدد فيه سعر البيع وعمولة الوسيط ويصدق عليه من قبل قاضي المدينة، وقبل أنطلاق الحافلة تستأجر دليل يكون خبيرا بمسالك الصحراء وفي الغالب يكون من قبائل الطوارق، يقول ابن خلدون:«....المفازة المجهلة لا يهتدي فيها للسبل ولا عبر الوادي إلا بالدليل الخريت من الملثمين (التوارق) الطواعن بذلك القفر، يستأجره التجار على البدرقة بهم باوفى الشروط»، وقد كان ذهابها وأيا بها يستغرق عدة شهور.
ونظرًا لعمارة أسواق المدينة ورخصها وتنوع منتجاتها، أصبحت مقصدا لقوافل الحجيج المارة بالصحراء في طريقها إلى أرض الحجاز، فحجيج سجلماسة وتافيلالت وشنقيط كانوا يعرجون على أسواق توات لتجهيز قوافلهم بما تحتاج اليه من مؤونة قبل الانطلاق في رحلة الحج، يقول العياشي: «إن كثيرا من الحجاج لما غلا صرف الذهب في تافيلالت أخروا الصرف إلى توات بان (كذا) الذهب فيها أرخص وكذا سعر القوت من الزرع والتمر...ويوجد بها من البضائع والسلع التي تجلت من هناك السودانية شيء كثير».
أما عن ما كان يعرض في هذه الأسواق من منتجات، فنجد التمر والحناء والحلي والأطباق والتدارات المصنوعة من سعف النخيل وهي سلع محلية، كان تجار السودان يطلبونها بكثرة، ومن السودان يؤتى بالذهب والفضة الخام وريش النعام والعاج واللحوم المجففة والأغنام والكحل والأعشاب الطبية والأدوات الحديدية كالقدور والسكاكين والأسلحة، بعض هذه المنتجات يستهلك محلياً والبعض الآخر يوجه إلى الشمال كريش النعام والعاج والذهب، ومن المغرب كان يؤتى بالخيل والملابس والقماش، وكان التعامل يتم بطريقتين إما بالتقايض أو بالنقد المحلي أو الخارج.
لقد عرف سكان تمنطيط الزراعة بفضل نظام الفقارات الذي إستحدثه السكان الأوائل، ومارسوها بشكل كبير في منطقة الواحات ووصلوا إلى حد تحقيق الإكيفاء الذاتي، خاصة فيما يخص إنتاج التمر والقمح والشعير فزراعتهم كانت معاشية بالدرجة الأولى.
كما أهلها موقعها الجغرافي للعب دور المسيط في التجارة بين أسواق شمال المغرب وأسواق السودان الغربي، يقول ابن خلدون:«... وأخرها من جانب الشرق يسمى تمنطيت وهذا بلد مستجر في العمران وهو ركاب التجار المترددين من المغرب إلى بلد مالي من السودان لهذا العهد، ومن بلد مالي إليه.»، ويقول أيضاً: «وأما عبيد الله فلابد لهم في كل سنة من رحلة الشتاء إلى قصور توات وبلد تمنطيت ومع ناجعتهم تخرج قفول التجار من الأمصار والتلول حتى يحطوا بتمنطيت ومنها إلى بلد السودان.»، وهذا ما ساعد سكان المدينة على النهوض ببعض الصناعات والمهن الحرفية كصناعة الفضة والصابون وصياغة الذهب، وكان أربابها اليهود إلى جانب صناعة الطين والنسيج والحدادة ومشتقات النخيل.